# Lyse (Biologie)
Die Lyse (über das Französische aus dem gelehrten Griechisch λύσις, „[Auf-]Lösung“; auch ursprünglicher Lysis) beschreibt im Allgemeinen eine Auflösung oder Lösung. Der Begriff wird in der Biologie und Medizin in unterschiedlichen Bedeutungen verwendet.
Lyse von Zellen: Zerfall einer Zelle durch Schädigung oder Auflösung der äußeren Zellmembran (Nekrose oder Apoptose).
Lyse von Flusshindernissen im Körper: Beispielsweise die Auflösung eines verstopfenden Thrombus (Thrombolyse) oder eines Gallensteins (Cholelitholyse)
Die Lyse von Zellen kommt im Prinzip bei allen denkbaren Gewebeschäden mit Zelluntergang vor, ist aber in folgenden Situationen von besonderer Bedeutung:
- Im Rahmen des sogenannten programmierten Zelltods, der physiologischen, u. a. hormonell vermittelten und genetisch gesteuerten Apoptose, z. B. bei Wachstum, Reifung und Gewebedifferenzierung, kommt es schließlich zur Lyse alter, überflüssiger bzw. hinderlicher Zellen im Gewebeverbund.[2]
- Das gesunde Immunsystem sorgt beispielsweise durch besondere T-Lymphozyten, sogenannte zytotoxische Killerzellen, dafür, dass entartete Tumorzellen oder als infiziert erkannte viren- oder parasitenhaltige Wirtszellen lysiert und schnell abgebaut werden.
- Allerdings endet auch der ungestörte Replikationskreislauf vieler Viren, der Infektionszyklus, mit der lytischen Aufsprengung der Zellmembran der Wirtszelle, dann aber ohne bevorzugten Abbau der Überreste: Erst dadurch werden die in der Zelle gereiften Viruspartikel an die Umgebung abgegeben.
- In der biologischen Forschung (Biochemie, Molekularbiologie, Zellbiologie) wird als Lyse auch das aktive Aufbrechen von Zellen aus Gewebe oder Zellkultur bezeichnet, um an Proteine und DNA im Zellinneren zu gelangen. Die Zellen werden hierbei durch mechanische (Vortexmischer, Ultraschall u. a.) und/oder chemische Mittel (Natronlauge u. a.) lysiert. Das Ergebnis wird als Lysat bezeichnet und kann für Folgeversuche oder in der Medikamentenherstellung eingesetzt werden. Für eine anschließende Zellfraktionierung wird oftmals eine hypotone Lyse verwendet.
- Bei einem Plaque-Assay-Test dient die Lyse von Zellen einer Zellkultur als Nachweismethode für Viren.

Im medizinischen Fachjargon steht die Lyse auch als Kurzform für die Thrombolyse, eine meist medikamentöse Therapie gegen Blutgerinnsel, oft notfallmedizinisch bei Verdacht auf einen nur wenige Stunden alten Herzinfarkt oder bei Lungenembolie, auch bei einem frischen gesicherten nicht blutungsbedingten Schlaganfall.